# امپریال برندز
امپریال برندز (به انگلیسی: Imperial Brands) شرکت دخانیات بریتانیایی چندملیتی است، که دفتر مرکزی آن در شهر بریستول، انگلستان مستقر می‌باشد.
امپریال برندز پس از شرکت‌های فیلیپ موریس، بریتیش امریکن توباکو و تنباکوی ژاپن، به‌عنوان چهارمین تولید کننده بزرگ سیگار جهان بر پایه میزان ارزش بازار شناخته می‌شود، همچنین بزرگ‌ترین تولید کننده سیگارهای برگ در جهان است.
این شرکت سالانه بیش از ۳۲۰ میلیارد سیگار تولید می‌کند و در مجموع مالک ۵۱ کارخانه در سراسر جهان می‌باشد و محصولات خود را در بیش از ۱۶۰ کشور جهان به‌فروش می‌رساند. برندهای تجاری این شرکت شامل: دیویدوف، وست، مونته‌کریستو، بلوندز و درام می‌باشند.
بخشی از سهام شرکت امپریال برندز در بازار بورس لندن معامله می‌شود و در سال ۲۰۱۱ با ارزش بازاری بالغ بر ۲۴ میلیارد پوند، در رتبه ۱۹ از بزرگترین شرکت‌های فعال در بازار بورس اوراق بهادار لندن قرار داشت.